# Odomas kibatsiro
Odomas kibatsiro är en insektsart som beskrevs av Rauno E. Linnavuori 1972. Odomas kibatsiro ingår i släktet Odomas och familjen dvärgstritar. Inga underarter finns listade i Catalogue of Life.